# 忠圖
忠圖（?—?），又作妝兔，明末内喀尔喀札鲁特部首領。高祖父是達延汗第五子阿爾楚博罗特，曾祖父和尔朔齐哈萨尔，祖父兀把賽，父为伯言大兒。他是札鲁特左翼旗始祖內齊的父亲。
约17世纪初（明神宗萬曆年間），其父最後一次登上史書是萬曆三十九年（1611年），他兒子內齊作為首領第一次出現在史書是萬曆四十二年（1614年），他在札鲁特部首領之位最多三年。驻牧地在明朝辽东沈阳、铁岭六百余里边外岳落（今内蒙古自治区霍林河北）一带，于开原新安关与明朝通贡。長子阿卜大台吉州（內齊），次子我速苦利，拥兵各五百余。女兒乌喇嫁給清太祖的兒子莽古爾泰，為莽古爾泰殉葬。